# ASU-57
ASU-57は、ソビエト連邦で開発された対戦車自走砲。空挺戦車としての運用を念頭に、1947年に開発がスタートして、1950年代-1970年代にかけて使用された。

## 開発
ソビエト連邦軍は、第二次世界大戦前から空挺戦車に興味を持ち、その種の車両をいくつか試作した。中には戦車に飛行翼を付け、爆撃機に牽引してもらう奇抜な飛行戦車「アントノフ KT-40」のような車両も含まれていた。ただし、ソ連軍は独ソ戦を通じこの種の車両を量産、配備することはなかった。
終戦から2年たった1947年、軍は空挺部隊向けの対戦車自走砲の開発を決定した。計画案には76.2mm対戦車砲を搭載した型と57mm対戦車砲を搭載した型が提示され、それぞれアストロフ設計局、クラフチェフ設計局が担当した。
クラフチェフ案は水陸両用性能を持たせ、また、派生型の開発を見越した設計となっていたが、性能が軍の要求したものに届かず、対照的にアストロフ案は堅実な設計で、エンジンや足回りを既存の車両と共有化することで機械的信頼性を高めていた。
最終的にアストロフ案が採用され、この車台に76.2mm対戦車砲より威力のあるCh-51 73口径57mm対戦車砲を搭載することになり、1950年にASU-57として制式化された。

## 特徴
ASU-57は、大戦中にソビエト連邦軍によって使用されたSU-76対戦車自走砲によく似ている。エンジンは車体前方に設置され、また、戦闘室は開放式であった。
本車は、当時の輸送機の能力に合わせるため可能な限りの軽量化を図っていた。そのため、装甲が犠牲にされ、その厚さは6mmと、小銃弾や砲弾の破片にやっと耐えられるレベルであった。さらに、航空機などで多用されているジュラルミンも使用された。この努力もあり、重量は3.4t以下に抑えられている。
主砲のCh-51 57mm対戦車砲は独ソ戦で使用されたZiS-2 57mm対戦車砲を改良したものである。Ch-51は1,000mで約100mmの装甲板を貫通する能力があった。砲は左右8度、上下+12.5~-4.5度の範囲に指向できた。砲身先端の円筒状マズルブレーキには二種類あり、前期型が長細く多数の小孔を持つのに対し、後期型は太く短い形状である。

## 運用
ASU-57の生産は1951年から開始されており、空挺師団所属の対戦車大隊（2個対戦車中隊からなり、1個中隊は10両から構成される）に配備された。西側は1957年に本車の存在を確認した。
当初、アメリカ製爆撃機B-29をソ連がコピーしたTu-4爆撃機の翼下にパラシュート付アルミコンテナに収められた2両を搭載し、投下地点でコンテナを投下することになっていたが、1959年に大型の輸送機であるAn-12が配備されると、機内に搭載されて機体後部にあるドアから専用の架台に搭載されて空中投下される方式に変更された。因みにこの架台はパラシュート降下の後、着地時にロケットブースターを逆噴射させることで着地のショックを和らげるようになっている。
ASU-57の生産は、後継のASU-85の登場により1962年で打ち切られたが、1980年代まで使用は続けられた。ソビエトの他、エジプトでも少数が使用された。

## 登場作品
『War Thunder』
ランク３、ソ連軽戦車ツリーにて駆逐戦車として開発可能。戦後車両扱いなので暗視装置を搭載している